# Méthyldiborane
Le méthyldiborane est un composé organoboré de formule chimique H2B(μ-H)2BHCH3. C'est le plus simples des alkyldiboranes. À température ambiante, il est à l'équilibre avec le 1,1-diméthylborane H2BH2B(CH3)2, le 1,2-diméthyldiborane CH3HBH2BHCH3, le triméthyldiborane CH3HBH2B(CH3)2, le tétraméthyldiborane (CH3)2BH2B(CH3)2, et le triméthylborane B(CH3)3. Il se présente sous la forme d'un gaz pyrophorique qui se condense à −43 °C et dont le liquide a une masse volumique de 0,546 g/cm3 à −126 °C.

## Histoire et préparation
Les méthylboranes ont été préparés pour la première fois dans les années 1930,. On les obtient en faisant réagir du diborane H2BH2BH2 et du triméthylborane B(CH3)3, ce qui donne quatre composés différents : le méthyldiborane H2BH2BHCH3, le 1,1-diméthyldiborane H2BH2B(CH3)2, le 1,2-diméthyldiborane CH3HBH2BHCH3 et le tétraméthyldiborane (CH3)2BH2B(CH3)2. C'est une réaction complexe. À 0 °C avec du diborane en excès, il se forme en premier du méthyldiborane, qui reste à faible concentration tandis que le 1,1-diméthyldiborane s'accumule jusqu'à ce que tout le triméthylborane soit consommé. Il s'établit un équilibre entre le diborane, le méthyldiborane et le diméthyldiborane :
2 H2BH2BHCH3  {\displaystyle \rightleftharpoons }  H2BH2BH2 + CH3HBH2BHCH3.
À 0 °C, la constante d'équilibre de cette réaction vaut environ 0,07 de sorte que le méthyldiborane est majoritaire dans le mélange mais avec une quantité significative de diborane et de diméthyldiborane. Le meilleur rendement en méthyldiborane est obtenu avec un rapport diborane:triméthyldiborane de 4:1.
La réaction de méthyllithium CH3Li avec du diborane donne environ 20 % de méthyldiborane.
On peut également obtenir des méthylboranes en chauffant du triméthylborane en présence d'hydrogène sous pression entre 80 et 200 °C. Le triméthylborane réagit avec les sels métalliques de borohydrure en présence de chlorure d'hydrogène HCl, de chlorure d'aluminium AlCl3 ou de trichlorure de bore BCl3. Il y a libération de méthane avec le borohydrure de sodium NaBH4, mais pas avec le borohydrure de lithium LiBH4. Le diméthylchloroborane BCl(CH3)2 et le méthyldichloroborane BCl2CH3 sont également des produits gazeux de ces réactions.
La réaction de Cp2Zr(CH3)2 avec du borane BH3 dissous dans le tétrahydrofurane (THF) conduit à l'insertion d'un groupe borohydro dans la liaison Zr–C et à la production de dérivés méthylés du diborane.
La réaction du triméthylgallium Ga(CH3)3 avec le diborane à −45 °C donne du méthyldiborane avec du borohydrure de diméthylgallium (CH3)2GaBH4 :
2 Ga(CH3)3 + 3 B2H6 ⟶ 2 (CH3)2GaBH4 + 2 H2BH2BHCH3.
À température ambiante, le triméthylgallium réagit avec le diborane en donnant une substance volatile qui se décompose en méthyldiborane et en gallium avec libération d'hydrogène H2 :
2 Ga(CH3)3 + 6 B2H6 ⟶ 2 Ga + 6 H2BH2BHCH3 + 3 H2.

## Propriétés et réactions
Si l'on note B2 l'atome de bore lié au groupe méthyle, B1 l'autre atome de bore, et Hµ chacun des deux atomes d'hydrogène pontants, les dimensions de la molécule H2B1Hµ2B2HCH3 sont les suivantes : la liaison B1–B2 est longue de 182 pm ; les liaisons B1–H ne sont pas identiques et mesurent 119,5 pm et 118,7 pm ; la liaison B2–H mesure 196 pm ; les liaisons B–Hµ mesurent 134 pm et forment un angle de 47° avec l'axe B1–B2, tandis que la liaison B2–C mesure 149 pm et forme un angle de 120° avec cet axe ; le moment dipolaire de la molécule est de 0,56 D.
La chromatographie en phase gazeuse peut être utilisée pour déterminer les proportions de boranes méthylés dans un mélange. La séquence d'extraction est la suivante : diborane, méthyldiborane, triméthylborane, 1,1-diméthyldiborane, 1,2-diméthyldiborane, triméthyldiborane et tétraméthyldiborane.
Le méthyldiborane H2BH2BHCH3 se dismute lentement à −78,5 °C, d'abord en diborane H2BH2BH2 et 1,1-diméthyldiborane CH3HBH2BHCH3. En solution, le méthylborane BH2CH3 est plus stable par rapport à la dismutation que le diméthylborane BH(CH3)2,. 
2 H2BH2BHCH3  {\displaystyle \rightleftharpoons }  H2BH2B(CH3)2 + H2BH2BH2.
Le méthyldiborane s'hydrolyse en acide méthylboronique CH3B(OH)2 et réagit avec la triméthylamine N(CH3)3 pour donner un adduit solide triméthylamine-méthylborane (CH3)3N·BH2CH3 et triméthylamine-borane (CH3)3N·BH3.
L'oxydation du méthyldiborane à 150 °C donne du 2-méthyl-1,3,4-trioxadiboralane, formé d'un cycle constitué de trois atomes d'oxygène et deux atomes de bore avec un groupe méthyle lié à l'un des atomes de bore. Il se forme également du diméthyltrioxadiboralane et de la triméthylboroxine ainsi que des  hydrocarbures, du diborane, de l'hydrogène et du diméthoxyborane (ester diméthylméthylboronique).
Le chauffage d'un mélange de méthyldiborane ou de diméthyldiborane et d'ammoniac à 180 °C donne des borazines B-substituées avec zéro, un, deux ou trois groupes méthyle sur les atomes de bore, — de formules respectivement B3N3H6, B3N3H5CH3, B3N3H4(CH3)2 ou B3N3H3(CH3)3.
La réaction de méthyldiborane avec une quantité suffisante d'une base de Lewis conduit à la formation de méthylborane BH2CH3 et à sa dimérisation en 1,2-diméthyldiborane CH3HBH2BHCH3.
Le méthyldiborane peut également méthyler le tétraborane B4H10 :
H2BH2BHCH3 + B4H10 ⟶ 2-CH3B4H9 + B2H6.